# Even Hovland
Even Hovland, född 14 februari 1989, är en norsk fotbollsspelare (mittback) som spelar för IF Brommapojkarna.

## Klubbkarriär
Den 11 september 2017 återvände Hovland till Sogndal, där han skrev på ett 3,5-årskontrakt. Den 4 april 2018 värvades Hovland av Rosenborg, där han skrev på ett 3,5-årskontrakt.
Den 28 december 2021 värvades Hovland av BK Häcken, där han skrev på ett tvåårskontrakt. Hovland spelade samtliga 30 ligamatcher under säsongen 2022 och gjorde fyra mål samt en assist då BK Häcken vann sitt första SM-guld. Efter säsongen blev han utsedd till "Årets back" i Allsvenskan.
I februari 2025 värvades Hovland av IF Brommapojkarna.

## Landslagskarriär
Hovland debuterade för Norges landslag den 15 januari 2012 i en 1–1-match mot Danmark.

## Meriter
Molde
- Norsk mästare: 2012, 2014
- Norsk cupvinnare: 2013, 2014

 Rosenborg
- Norsk mästare: 2018
- Norsk cupvinnare: 2018

 BK Häcken
- Svensk mästare: 2022

Individuellt
- Årets back i Tippeligaen: 2011
- Allsvenskans stora pris: Årets back 2022[5]